# З-СТС
З-СТС, познат и као З-СТС Ахмат, руско је против минско оклопно возило. Први пут је представљено у мају 2022. године. Производ је компаније Ремзидел из града Набережније Челни у Татарстану.

## Развој и коришћење
Развој новог оклопног аутомобила З-СТС („Заштићено специјално возило“) спровела је фабрика Ремдизел из града Набережње Челни.
наредба за развој будућег З-СТС примљена је у пролеће 2022, убрзо након почетка специјалних операција у Украјини. Чеченске снаге безбедности желеле су да добију оклопно возило које је лако за производњу и руковање, са могућношћу превоза особља и разних терета, као и са оружјем за самоодбрану и ватрену подршку. Активности развоја трајале су свега 25 дана. Већ почетком маја Ремдизел је произвео и предао купцу прва оклопна возила новог типа. 
9. маја 2022. су званично приказана на паради поводом Дана победе у Грозном. Возила су затим упућена у зону операција руских снага у инвазији на Украјину, где је стављена на располагање специјалним јединицима, чиме су оклопна возила тестирана у реалним борбеним условима. Лидер Чеченије Рамзан Кадиров је 22. јула саопштио да је купљено нових 20 возила, заправо већ испоручених од стране произвођача и затим представљених у Грозном.
Дана 4. јануара 2023. године, саопштено је да је током 2022. већ више од 150 возила овог типа испоручено снагама Централно војног округа Оружаних снага Руске Федерације. У марту 2023. медији су известили да је неколико оклопних возила З-СТС учествовало у тешкој саобраћајној несрећи на Кримском мосту. У априлу 2024. године објављен је видео снимак из зоне борбених дејстава, на којем је приказано оклопно возило З-СТС које је у потпуности покривено кавезима, чија је намена заштита од удара беспилотних летелица.
Према холандском специјализованом веб сајту Oryx, визуелно је потврђено да је руска војска изгубила најмање 16 возила овог типа у Украјини, закључно са јулом 2024. године.

## Опис
З-СТС је направљен на троосовинској шасији са погоном четири точка "КамАЗ-5350". Одликује га висока мобилност. За разлику од основног камиона, З-СТС је направљен према шеми хаубе. Ово је омогућило померање седишта посаде уназад и повећање њихове безбедности. Ова идеја је раније коришћена за креирање оклопног аутомобила КамАЗ Патрол.
Каросерија возила је направљена од ваљаног оклопа и има непробојна стакла. Ниво заштите случаја је проглашен за „веома висок“, без откривања конкретних показатеља. Присуство специјализоване заштите од мина није пријављено. 
Четири места, укључујући седиште возача, постављено у два реда у предњем делу кабине. Још шест седишта се налази у задњем делу, дуж бокова. Приступ унутрашњости оклопног аутомобила обезбеђују два пара бочних врата и задња врата на шаркама. Због велике висине шасије, коришћене су степенице, ради безбеднијег изласка. 
З-СТС може бити наоружан. Због његове уградње уградњу у крову се налази отвор са куполом за митраљез или друго оружје . Део серијских оклопних аутомобила добио је оклопне плоче за заштиту куполе.